# Ступино (Абакановское сельское поселение)
Ступино — деревня в Череповецком районе Вологодской области.
Входит в состав Абакановского сельского поселения, с точки зрения административно-территориального деления — в Абакановский сельсовет.
Расстояние по автодороге до районного центра Череповца — 51 км, до центра муниципального образования Абаканово — 9 км. Ближайшие населённые пункты — Куксино, Осеевская, Демьянка.
По переписи 2002 года население — 5 человек.